# Robert Kirby
Robert Kirby (Bishop's Stortford, 16 april 1948 - New York, 3 oktober 2009) was een Brits arrangeur voor begeleidingsmuziek voor rock en folk, toetsenist en producer. Het meest bekend is Kirby als vaste arrangeur van Nick Drake, maar hij verzorgde ook arrangementen voor muziek van Ralph McTell, Paul Weller, Elvis Costello en Flemming.

## Begin
Kirby begon met het zingen in een band The Gentle Power of Song. Zijn leraar beet hem eens toe, dat zijn stem klonk als een reclame voor ontbijtmuesli. In plaats van het op te vatten als een belediging, vond Kirby het een compliment. Sam en met Paul Wheeler vormt hij tijdens zijn studie aan de Universiteit van Cambridge een typisch Brits gebeuren; een ontbijtclubje. Er was slechts één regel; af en toe mocht een buitenstaander mee ontbijten. Beide waren bevriend met Nick Drake en zo kwam een blijvende samenwerking op gang. Robert had inmiddels een achtmansorkest (zeven dames en Robert) en dat begeleidde Nick Drake bij zijn optredens tijdens het Caius May Ball. De songs van Drake werden afgewisseld door klassieke muziek van Leopold Mozart en Tomaso Albinoni.

## Eerste albums
De producer Joe Boyd van Drake had voor de opnames van diens eerste album Five Leaves Left al een arrangeur op het oog: Richard Hewson. Drake wees de arrangementen van Hewson af en vertelde dat hij al iemand anders op het oog had: Kirby. Toen eenmaal de plaatopnamen begonnen, braken de beide heren hun studies prompt af om zich geheel aan de muziek te wijden. In 1971 is Robert Kirby betrokken de opnamen van het album Grave New Album van Strawbs; hij leidt de Robert Kirby Silver Band in de compositie van John Ford, Heavy Disguise.  
In 1978 was hij al betrokken geweest bij zo’n 40 opnamen, maar een vetpot was het niet. De Strawbs namen hem gedurende een aantal jaren ook mee als semi-vast lid; in dat geval als toetsenist. Hij is nog steeds betrokken bij die band.
Op 2 juli 2005 gaf Kirby leiding aan een 18-mansensemble voor een uitvoering van liederen van Nick Drake in Central Park in Manhattan voor een publiek van 3000 man.

## Discografie
Kirby was betrokken bij de volgende albums:
- Nick Drake: Five Leaves Left (1969)
- Nick Drake: Bryter Layter (1970)
- Vashti Bunyan: Just Another Diamond Day (1970)
- Bernie Taupin: Bernie Taupin (1970)
- Shelagh McDonald: Stargazer (1971)
- Audience (band): The House On The Hill (1971)
- Gillian McPherson: Poets And Painters And PErformers of Blues (1971)
- Ralph McTell: You Well-Meaning Brought Me Here (1971)
- Keith Christmas: Pigmy (1971)
- Tim Hart and Maddy Prior: Summer solstice (1971)
- Cochise: So Far (1971)
- Steve Gibbons: Short Stories (1971)
- Andy Roberts: Nina and the Dream Tree (1971)
- John Kongos: John Kongos (1971)
- Spirogyra: St. Radigunds (1971)
- Elton John: Madman Across The Water (1971)
- Claggers: Chumley's Laughing Gear (1971)
- Strawbs: Grave New World (1972)
- David Ackles: American Gothic (1972)
- Mick Audsley: Dark and Devil Waters (1972)
- B.J. Cole: the New Hovering Dog (1972)
- David Elliott: David Elliott (1972)
- Dave Cousins: Two Weeks Last Summer (1972)
- Strawbs: Bursting at the Seams (1972)
- Mike Silver: Troubadour (1973)
- Lindsay DePaul: Surprise (1973)
- Steve Ashley: Stroll On (1974)
- Steve Ashley: Speedy Return (1975)
- John Cale: Helen of Troy (1975)
- Gary Shearston: The Greatest show on Earth (1975)
- Richard Digance: Trading the Boards (1975)
- Chris DeBurgh: Spanish train and other stories (1975)
- Strawbs: Deep Cuts (1976)
- Spriguns: Time Will Pass (1977)
- Sandy Denny: Rendez Vous (1977)
- Strawbs: Burning for You (1977)
- Strawbs: Deadlines (1978)
- Arthur Brown: Chisholm in my Bosom (1978)
- Richard and Linda Thompson: First Light (1978)
- Roger McGough: Summer With Monika (1978)
- Iain Matthews: Stealin' Home (1978)
- Elvis Costello: Almost Blue (1982)
- Nick Lowe: Nick Lowe and his Cowboy Outfit (1984)
- Any Trouble: Wrong Eng of the Race (1984)
- The London Symphony Orchestra: Screen Classics, vol 7 (1994)
- Catchers: Stooping to Fit (1998)
- Ben and Jason: Hello (1999)
- Paul Weller: Heliocentric (2000)
- Acoustic Strawbs: Baroque & Roll (2001)
- Nick Drake: Made to Love Magic (2004)
- Strawbs: Déjà Fou (2004)
- Vashti Bunyan: Lookaftering (2005)
- The Magic Numbers: Those The Brokes (2006)
- a balladeer: Panama (2006)

- MusicBrainz: 29fa5d64-05eb-424d-8807-7245895fa4ea
- Virtual International Authority File: 6828149108418268780007